# Melvin (Iowa)
Melvin es una ciudad ubicada en el condado de Osceola en el estado estadounidense de Iowa. En el Censo de 2010 tenía una población de 214 habitantes y una densidad poblacional de 466,81 personas por km².

## Geografía
Melvin se encuentra ubicada en las coordenadas 43°17′11″N 95°36′31″O / 43.28639, -95.60861. Según la Oficina del Censo de los Estados Unidos, Melvin tiene una superficie total de 0.46 km², de la cual 0.46 km² corresponden a tierra firme y (0%) 0 km² es agua.

## Demografía
Según el censo de 2010, había 214 personas residiendo en Melvin. La densidad de población era de 466,81 hab./km². De los 214 habitantes, Melvin estaba compuesto por el 97.66% blancos, el 0% eran afroamericanos, el 0% eran amerindios, el 0% eran asiáticos, el 0% eran isleños del Pacífico, el 1.4% eran de otras razas y el 0.93% pertenecían a dos o más razas. Del total de la población el 1.4% eran hispanos o latinos de cualquier raza.